# Erna Brodber
Erna Brodber, née le 20 avril 1940 à Woodside (Jamaïque), est une écrivaine, sociologue et militante sociale jamaïcaine. Elle est la sœur de l'écrivaine Velma Pollard. 

## Biographie
Elle naît le 20 avril 1940 dans le village agricole de Woodside, dans la paroisse de Saint Mary en Jamaïque. Elle obtient une licence universitaire de l'université des Indes occidentales, suivie d'une maîtrise en sociologie et d'un doctorat en histoire et reçoit une bourse post-doc en anthropologie psychiatrique. Elle travaille ensuite comme fonctionnaire, enseignante, professeure de sociologie et chercheuse à l'Institut de recherche sociale et économique de l'Université des Antilles (UWI), Mona, Jamaïque. Après son travail à l'université, elle retourne travailler à temps plein dans sa communauté natale de Woodside.  
Elle est l'auteure de cinq romans: Jane and Louisa Will Soon Come Home (1980), Myal (1988), Louisiana (1994), The Rainmaker's Mistake (2007) et Nothing's Mat (2014),. Brodber travaille comme écrivaine indépendante, chercheuse et conférencière en Jamaïque. Elle reçoit de nombreux prix, dont la médaille d'or Musgrave à trois reprises : de l'Institut de la Jamaïque pour son travail littéraire, du gouvernement de la Jamaïque pour son travail communautaire et du gouvernement des Pays-Bas pour son travail dans la littérature et l'orature.  
Brodner est citée dans l'anthologie de récits oraux et d'œuvres littéraires de plus de 200 femmes d'Afrique et de la diaspora africaine, constituée et introduite par Margaret Busby, Daughters of Africa.  

## Prix et distinctions
- 1989, elle remporte le Prix des écrivains du Commonwealth des Caraïbes et du Canada pour Myal[8]
- 1990, Fulbright fellowship[9]
- 1999, elle reçoit le Jamaican Musgrave Gold Award littérature et l'orature[10]
- 2017, elle reçoit le prix de littérature Windham-Campbell[11]

### Romans
- (en) Jane & Louisa will soon come home, London : Port of Spain, New Beacon Books, 1980 (ISBN 0901241369, OCLC 489842594)
- (en) Myal: A Novel, New Beacon Books Ltd, 1989 (ISBN 0901241857, présentation en ligne)
- (en) Louisiana: a novel, New Beacon Books, 1994 (OCLC 707039669)
- (en) The Rainmaker's Mistake, New Beacon Books, 1994, 154 p. (ISBN 9781873201206)
- (en) Nothing's mat : a novel, Kingston, The University of the West Indies Press, 2014, 106 p. (ISBN 9789766404949)[12]

### Publications pour l'Institut de recherche économique et sociale, Jamaïque
- (en) Abandonment of children in Jamaica, St. Augustine, Trinidad, Institute of Social and Economic Research, University of the West Indies, coll. « Law and society in the Caribbean / 3 », 1974 (OCLC 1366493)
- (en) Yards in the city of Kingston, Mona, Jamaica, Institute of Social and Economic Research, University of the West Indies, coll. « Working paper / 9 », 1975, 87 p. (OCLC 3241273)
- (en) Reggae and cultural identity in Jamaica, St. Augustine, Trinidad and Tobago, West Indies, Dept. of Sociology, University of the West Indies, coll. « Working papers on Caribbean society / C Contemporary issues 7 », 1981, 30 p. (OCLC 8854551)
- (en) Perceptions of Caribbean women : towards a documentation of stereotypes, Cave Hill, Barbados, Institute of Social and Economic Research, (Eastern Caribbean), University of the West Indies, coll. « Women in the Caribbean project, research papers. / Phase I » (no 4), 62 p. (OCLC 9626208)

### Autres ouvrages
- (en) Woodside, Pear Tree Grove P.O., Kingston, University of the West Indies Press, 2004, 185 p. (ISBN 9766401527, présentation en ligne)
- (en) The second generation of freemen in Jamaica, 1907-1944 (Ph. D. thèse--University of the West Indies, 1985.), Gainesville, Fla. - Great Britain, University Press of Florida, 2004, 225 p. (ISBN 0813027594, présentation en ligne)
- (en) The continent of Black consciousness : on the history of the African diaspora from slavery to the present day, London, New Beacon Books, 2003, 194 p. (ISBN 9781873201176)